# 閏年冰川
71°42′S 164°15′E / 71.700°S 164.250°E
閏年冰川是南極洲的冰川，位於維多利亞地的彭內爾海岸，處於鮑爾斯山脈地區，最終注入布萊克冰川，由新西蘭探險隊命名。